# Herbstia nitida
Herbstia nitida is een krabbensoort uit de familie van de Epialtidae. De wetenschappelijke naam van de soort is voor het eerst geldig gepubliceerd in 1981 door Manning & Holthuis.